# John Sands (Eisschnellläufer)
John Valance Sands (* 17. April 1933 in Saskatoon; † 31. Dezember 2020) war ein kanadischer Eisschnellläufer. 

## Karriere
John Sands nahm an den Olympischen Winterspielen 1956 und 1960 teil. 1956 landete er im Wettkampf über 1500 m den 45. Rang. Vier Jahre später belegte er in dieser Disziplin Platz 43. Sands startete zudem im Wettkampf über 500 m, den er auf Rang 27 beendete.
Sands stellte drei Landesrekorde auf (zweimal über 500 m und einmal über 1000 m).